# I lancieri alla riscossa
I lancieri alla riscossa (Cavalry Scout) è un film del 1951 diretto da Lesley Selander.
È un western statunitense con Rod Cameron, Audrey Long, Jim Davis, James Millican, James Arness e John Doucette.

## Trama
La guerra di secessione americana è finita, ma le armi e le munizioni continuano a scomparire dall'arsenale. Kirby, ex capitano dell'esercito confederato, per evitare che alcune mitragliatrici Gatling finiscano nelle mani dei nativi, si reca in un villaggio di frontiera. Qui prende alloggio nella locanda di Clara Coville che, credendolo disoccupato, lo presenta a Martin Gavin, un commerciante all'apparenza rispettabile. Presto Kirby si rende conto che è proprio Gavin a vendere segretamente le armi ai capi dei pellerossa e ordina ai lancieri di stanza nel villaggio di intensificare la sorveglianza. Anche Gavin scopre la vera identità di Kirby e tenta, senza riuscirci, di eliminarlo. I soldati fermano gli uomini di Gavin, ma questi riesce a fuggire, con armi e munizioni, verso un campo indiano, portando via con sé come ostaggio anche Clara. Dopo un inseguimento e dopo una battaglia tra gli uomini di Gavin e i lancieri, Kirby riesce a liberare Clara e cattura Gavin. In nome del governo, stabilisce un patto con i nativi e riceve onori e riconoscimenti dal Comando Supremo. Gavin verrà impiccato e Kirby sposerà Clara.

## Produzione
Il film, diretto da Lesley Selander su una sceneggiatura di Daniel B. Ullman e, per alcuni dialoghi addizionali, di Thomas W. Blackburn, fu prodotto da Walter Mirisch per la Monogram Pictures e girato nel Keen Camp, Mountain Center, San Jacinto Mountains, e nel ranch di Corriganville a Simi Valley, California, dal 20 settembre al 2 ottobre 1950.

## Distribuzione
Il film fu distribuito con il titolo Cavalry Scout negli Stati Uniti dal 13 maggio 1951 al cinema dalla Monogram Pictures.
Altre distribuzioni:
- in Finlandia il 30 maggio 1952 (Asevarkaat)
- in Danimarca il 7 dicembre 1953 (Fort Dakota)
- in Austria nel marzo del 1955 (Reiter gegen Sitting Bull)
- in Germania Ovest l'11 marzo 1955 (Reiter gegen Sitting Bull)
- in Messico il 5 gennaio 1963 (El caravanero indómito)
- in Brasile (Fronteiras da Morte)
- in Italia (I lancieri alla riscossa)

## Promozione
Tra le tagline: THE LUSTY LAWLESS FRONTIER! Where gun-slinging conquerors and savage plunderers staked out their borders with bullets and blood!